# Slatinky
Slatinky är en ort i Tjeckien.   Den ligger i regionen Olomouc, i den östra delen av landet, 200 km öster om huvudstaden Prag. Slatinky ligger 262 meter över havet och antalet invånare är 454.
Terrängen runt Slatinky är huvudsakligen platt, men den allra närmaste omgivningen är kuperad. Terrängen runt Slatinky sluttar österut. Runt Slatinky är det tätbefolkat, med 411 invånare per kvadratkilometer. Närmaste större samhälle är Olomouc, 12,5 km öster om Slatinky. Runt Slatinky är det i huvudsak tätbebyggt.